# Parsa Marvi

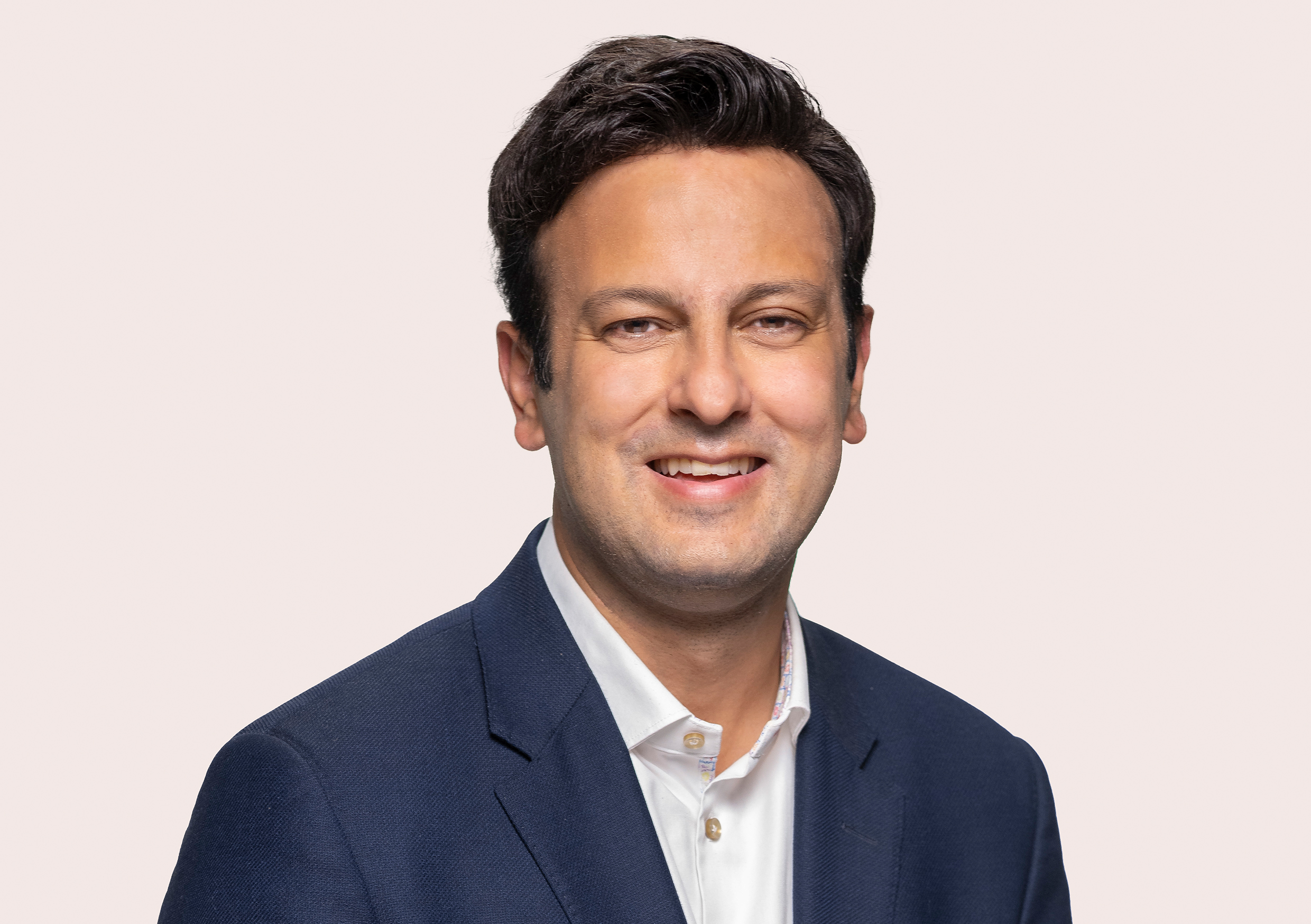
Parsa Marvi (2021)

Parsa Marvi (* 6. Februar 1982 in Teheran, Iran) ist ein deutscher Betriebswirt und Politiker (SPD) iranischer Abstammung. Seit 2021 ist er Mitglied des Deutschen Bundestages. Außerdem ist er seit 2012 Vorsitzender der SPD Karlsruhe.

## Persönlicher Werdegang
Parsa Marvi wurde im Februar 1982 in Teheran im Iran geboren. Seine Familie verließ Mitte der 1980er Jahre das Land und fand in Deutschland eine neue Heimat. Im Jahr 1999 zog er nach Karlsruhe und studierte zunächst Informatik und ab 2002 Betriebswirtschaftslehre an der Berufsakademie Karlsruhe, die er mit dem Diplom-Betriebswirt (BA) abschloss. Anschließend arbeitete er als Vorstandsreferent bei der MLP AG und danach als Produktmanager bei United Internet.

## Politischer Werdegang

### Partei und Kommunalpolitik
In die SPD trat Parsa Marvi im Jahr 1999 ein. Er war sowohl bei den Jusos als auch in der Mutterpartei aktiv. In den Jahren 2003 bis 2007 war Parsa Marvi Vizevorsitzender der Jusos in Baden-Württemberg, im Jahr 2004 Vorsitzender der SPD in der Karlsruher Oststadt. 2011 und 2012 nahm er an den Spitzengesprächen mit den Karlsruher Grünen teil, in denen das historische Wahlbündnis für den neuen Karlsruher Oberbürgermeister Frank Mentrup ausgehandelt wurde. Im Jahr 2012 folgte die Wahl zum Vorsitzenden der Karlsruher SPD. Seit 2014 ist er Mitglied des Karlsruher Stadtrates und Vorsitzender der SPD-Fraktion.

### Deutscher Bundestag
Marvi war SPD-Kandidat im Bundestagswahlkreis Karlsruhe-Stadt für die Bundestagswahl 2013.  Auch bei den Bundestagswahlen 2017 und 2021 gewann er das Direktmandat nicht, konnte aber im Jahr 2021 über Platz 12 der Landesliste in den Deutschen Bundestag einziehen.
Bei der vorgezogenen Bundestagswahl im Februar 2025 konnte Marvi erneut ein Mandat über die Landesliste erringen. Im 21. Deutschen Bundestag ist er ordentliches Mitglied im Ausschuss für Digitales und Staatsmodernisierung sowie im Finanzausschuss. Außerdem ist er stellvertretendes Mitglied der Ausschüsse für Wirtschaft und Energie sowie Wohnen, Stadtentwicklung, Bauwesen und Kommunen.

## Mitgliedschaften
Parsa Marvi ist Mitglied der überparteilichen Europa-Union Deutschland, die sich für ein föderales Europa und den europäischen Einigungsprozess einsetzt.